# Wiktory 2000
Nagrody Wiktorów za 2000 rok.

## Lista laureatów
- Aleksander  Kwaśniewski
- Monika  Olejnik
- Janusz  Gajos
- Janusz  Rewiński
- Grażyna  Torbicka
- Katarzyna Janowska
- Piotr Mucharski
- Jacek Fedorowicz
- Golec uOrkiestra
- Robert Korzeniowski
- Wiktor publiczności – Kamil Durczok
- Super Wiktory
  - Hanka Bielicka
  - Jerzy Janicki
  - Andrzej Mularczyk
  - Jerzy Owsiak
  - Józef Węgrzyn